# Anđela Bulatović
Anđela Bulatović (Podgorica, 1987. január 15. –) olimpiai ezüstérmes, Európa-bajnok montenegrói válogatott kézilabdázó.

## Pályafutása

### Klubcsapatokban
A Budućnost Podgorica csapatában nevelkedett és mutatkozott be a felnőttek közt. 2004 és 2013 között kézilabdázott a klubban, ez idő alatt kétszer nyerte meg a csapattal a Kupagyőztesek Európa-kupáját és egyszer a Bajnokok Ligáját, emellett pedig többszörös montenegrói bajnok és kupagyőztes. A 2013–2014-es idényben a Krim Ljubljana játékosa volt, és szlovén csapattal is bajnokságot valamint kupát nyer, csakúgy, mint egy év múlva az orosz Rosztov-Donnal. 2015 nyarán szerződött Magyarországra, az Érd NK-hoz. Három idényt töltött a klubnál, 2016-ban kupadöntős volt a csapattal, majd 2018 nyarán visszatért a Budućnosthoz. A 2018–2019-es szezon végén bejelentette visszavonulását.

### A válogatottban
A 2012-es londoni olimpián ezüstérmes volt a válogatottal, majd az év végi Európa-bajnokságon aranyérmet nyert a csapattal. Részt vett a 2016-os riói olimpián.

## Sikerei, díjai
Budućnost Podgorica
- Montenegrói bajnok: 2006, 2007, 2008, 2009, 2010, 2011, 2012, 2013, 2019
- Bajnokok Ligája-győztes: 2012
- Kupagyőztesek Európa-kupája-győztes: 2006, 2010

Krim Ljubljana
- Szlovén bajnok: 2014

Rosztov-Don
- Orosz bajnok: 2015

Érd
- Magyar Kupa-döntős: 2016[7]

## További információ
- Anđela Bulatović profilja az Olympedia oldalán (angolul)